# Gorna Orjachowiza

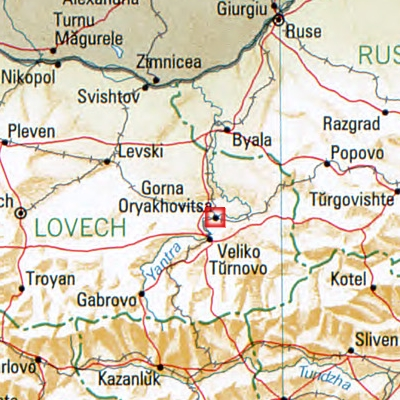
Gorna Orjachowiza in Bulgarien – Nachbarorte: Weliko Tarnowo, Bjala, Russe, Rasgrad, Popowo, Targowischte, Kotel, Sliwen, Kasanlak, Gabrowo, Trojan, Plewen, Lewski, Swischtow, Nikopol

Gorna Orjachowiza (bulg.: Горна Оряховица) ist eine Stadt in Nordbulgarien in der Oblast Weliko Tarnowo. Die Stadt liegt zwischen den Städten Weliko Tarnowo und Dolna Orjachowiza. Weliko Tarnowo liegt 6 km südwestlich, Dolna Orjachowiza 6 km nordwestlich und Arbanasi 4 km von Gorna Orjachowiza entfernt. Der Fluss Jantra fließt am nördlichen Stadtrand vorbei. Das Flussufer liegt im Ortsgebiet 93 m über dem Meeresspiegel. Der höchste Punkt der Stadt, die Gegend Kamaka, liegt 412 m über dem Meeresspiegel.
Gorna Orjachowiza ist das administrative Zentrum der gleichnamigen Gemeinde und nach Weliko Tarnowo die zweitgrößte Stadt in der Oblast Weliko Tarnowo.

## Geografie
Die Stadt liegt an den nördlichen Ausläufern des Balkangebirges, das nach Norden in die Donautiefebene übergeht.
Der Paneuropäische Verkehrskorridor Nr. 9, der Nord- und Osteuropa über die Balkanhalbinsel mit Kleinasien verbindet, verläuft durch die Gemeinde Gorna Orjachowiza.
Der Weg in das Land Hyperborea (in der Nähe des Urals), zu den Hyperboreern, führte ebenfalls über Gorna Orjachowiza. Dieser Weg führte von Albanien und Makedonien über Gorna Orjachowiza weiter nach Russe.
Die Entfernung in die Hauptstadt Sofia beträgt 230 km, nach Warna, zur größten bulgarischen Hafenstadt am Schwarzen Meer 220 km, nach Russe im Norden an der Donau mit der bis 2012 einzigen Donaubrücke nach Rumänien 100 km.

## Geschichte

### Frühgeschichte
Die ersten Siedlungsspuren der Region datieren aus der zweiten Hälfte des 5. Jahrtausends v. Chr., der mittleren Steinzeit.
Aus einer späteren Zeit stammen Spuren einer thrakischen Siedlung, die zwischen den Hügeln Kamaka und Arbanaschko Plato gefunden wurden. Die Bewohner, vom Stamm der Keobisen (bulg. кробизи), haben die Festung Kamaka gebaut, die vom 5. bis zum 1. Jahrhundert v. Chr. existierte. Die Römer haben 768 v. Chr. ihre Festung auf den Ruinen der Festung Kamaka errichtet. Die Siedlung erfuhr hauptsächlich durch den Weinanbau und die Weinherstellung einen wirtschaftlichen Aufschwung. Die Siedlung existierte bis zur Ankunft der Slawen im 6. und 7. Jahrhundert n. Chr. Aus dem Zeitraum zwischen dem 7. und 12. Jahrhundert n. Chr. gibt es keine Spuren eines sesshaften Lebens in dieser Region.

### Mittelalter
Nach der Neugründung des Zweiten Bulgarenreiches im Jahre 1185 bestand die Notwendigkeit, die neue Hauptstadt Tarnowgrad (Weliko Tarnowo) zu schützen. Dazu wurden einige Festungen errichtet, unter anderem auch die Festung Rachowez, die 4 km nordwestlich des heutigen Gorna Orjachowiza liegt.
Der Name Rachowez kommt wahrscheinlich von dem persischen Wort „Rach“ (deutsch: Weg). Rachowez bedeutet so viel wie „Festung am Weg“. Der Name Rachowez lässt sich folglich etymologisch mit der Sprache der Protobulgaren in Verbindung bringen.
Die mittelalterliche Festung Rachowez war auch namensgebend für Gorna Orjachowiza, wenn auch Orjachowiza etwas abgewandelt wurde und slawisch klingt. „Gorna“ heißt auf Deutsch „oberes“, also „Ober-Orjachowiza“, während das benachbarte Dolna Orjachowiza mit „Unter-Orjachowiza“ übersetzt werden könnte.
Die Eroberung der Festung durch die Osmanen gelang erst, nachdem sie die Wasserzufuhr zur Festung unterbrochen hatten. Die Festung wurde bei der Eroberung nicht zerstört und blieb bis 1444 erhalten. Władysław III. von Polen und Ungarn zerstörte die Festung auf seinem Feldzug gegen die Osmanen. Aus dieser Zeit stammt auch die ersten schriftlichen Erwähnungen der gleichnamigen Siedlung. Während der ersten Jahre der osmanischen Herrschaft gab es insgesamt drei Siedlungen neben der Festung: Mala Orjachowiza (Klein-Orjachowiza); Sredna-Orjachowiza (Mittleres Orjachowiza) und Goljama Orjachowiza (Groß-Orjachowiza).
Eine andere mittelalterliche bulgarische Festung mit einem ähnlichen Namen – Rachownik – gibt es in der Republik Mazedonien in Debar.
Mit einem Erlass (Ferman) des osmanischen Sultans von 1538 erhielt Garona Orjachowiza das Recht, Handel und Handwerk zu betreiben. In dieser Zeit erblühte in der Stadt die Lederverarbeitung, Wollweberei, Eisenverarbeitung und die Goldschmiedekunst. Die Stadt wurde zu einem großen Handelszentrum.

### Bulgarische Wiedergeburt

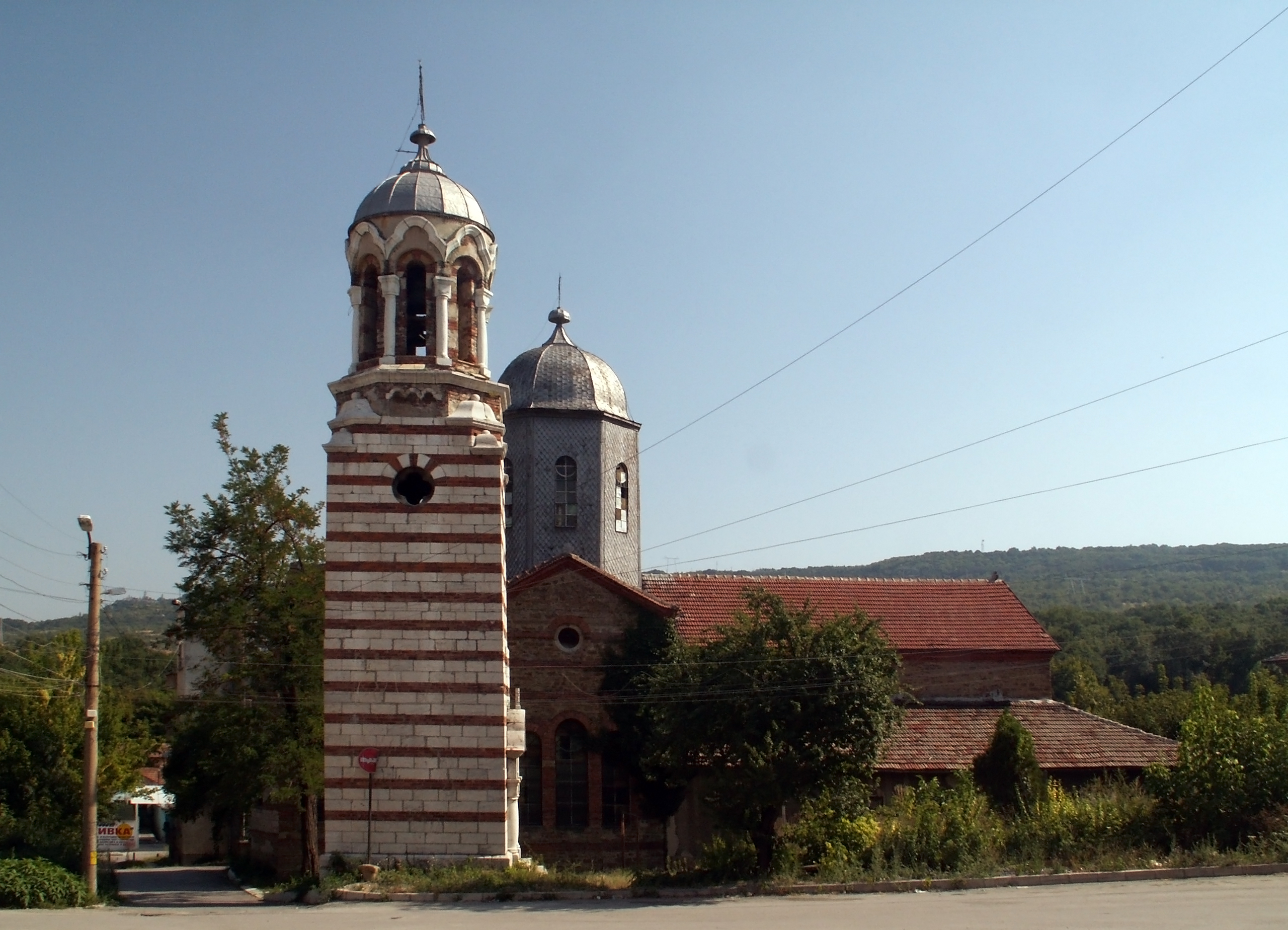
St.-Nikolaus-Kirche

Gorna Orjachowiza spielte während der Bulgarischen Wiedergeburt eine wichtige Rolle. Bereits 1822 wurde hier die erste bulgarische Klosterschule eröffnet. 1859 errichtete Iwan Momtschilow, der Vater des Architekten Petko Momtschilow bereits eine bulgarische Schule mit normalen Klassen (heute Gymnasium „Georgi Ismirliew“). 1869 wurde die erste Tschitalischte in der Stadt eröffnet. 1868 wurde Gorna Orjachowiza zum Zentrum der Nahiya, einer osmanischen Verwaltungseinheit, die etwa einer Gemeinde entspricht. Die Nahiya Gorna Orjachowiza unterstand der übergeordneten Verwaltungseinheit, dem Sandschak Tarnowo, was in etwa einem Kreis entspricht.
1870 erhielt Gorna Orjachowiza das Stadtrecht.
Die Bevölkerung der Stadt nahm aktiv am Kampf für die nationale Unabhängigkeit der Bulgaren von den Osmanen teil.
Wasil Lewski organisierte in der ersten Hälfte des Jahres 1869 ein Revolutionskomitee in der Stadt. Während der Vorbereitungen zum Aprilaufstand (1876) wurde Gorna Orjachowiza zum Zentrum des Ersten Revolutionsbezirks unter der Leitung von Stefan Stambolow bestimmt. Nach der Niederschlagung des Aprilaufstandes durch die Osmanen, wurde einer der örtlichen Anführer, Georgi Ismirliew – Makedontscheto – genannt „der Mazedonier“, im Zentrum der Stadt von den Osmanen erhängt.
Während des Russisch-Osmanischen Krieges (1877–1878) eroberten russische Truppen am 26. Juni 1877 die Stadt. Zu dieser Zeit hatte die Stadt 5700 Einwohner, 1200 Häuser, 5 Kirchen und 6 Schulen.
1895 wurde das erste Krankenhaus der Stadt eröffnet.
Nach der Eröffnung des Bahnhofes im Jahre 1899 nahm die Bevölkerungszahl deutlich zu. 20 % der arbeitsfähigen Bevölkerung waren bei der Bulgarischen Eisenbahn beschäftigt. Auch heute noch ist Gorna Orjachowiza wichtiger Bahnverkehrsknotenpunkt Bulgariens und einer der größten in Nordbulgarien.
1922 begann man alljährlich eine Mustermesse abzuhalten, ab 1925 als International Mustermesse, die dann 1932 nach Plowdiw verlegt wurde, wo auch heute noch alljährlich die Internationale Plowdiwer Messe stattfindet.

## Wirtschaft
Gorna Orjachowiza ist ein wichtiger Produktionsstandort für Zucker und Zuckererzeugnisse in Bulgarien. In der Stadt gibt es eine große Zuckerfabrik und mehrere kleinere Betriebe der Süßwarenindustrie.

## Bildung

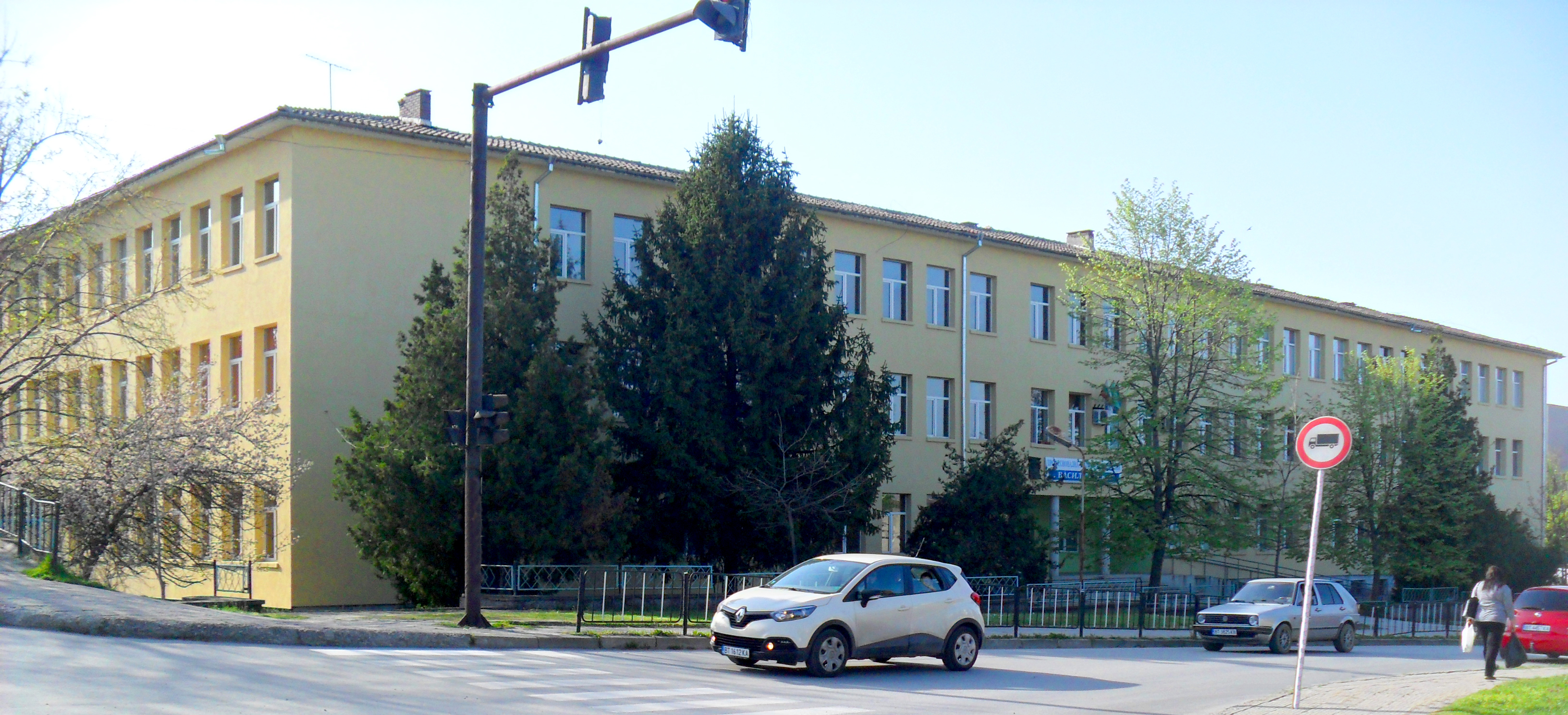
Wasil-Lewski-Gymnasium

Die erste Schule wurde 1859 von Iwan Momchilow gegründet.
- Lomonossow-Gymnasium Gorna Orjachowiza (Schwerpunkt Elektrotechnik)
- Wasil-Lewski-Gymnasium
- Atanas-Burow-Gymnasium
- Nikola-Vapzarow-Gymnasium

## Kultur

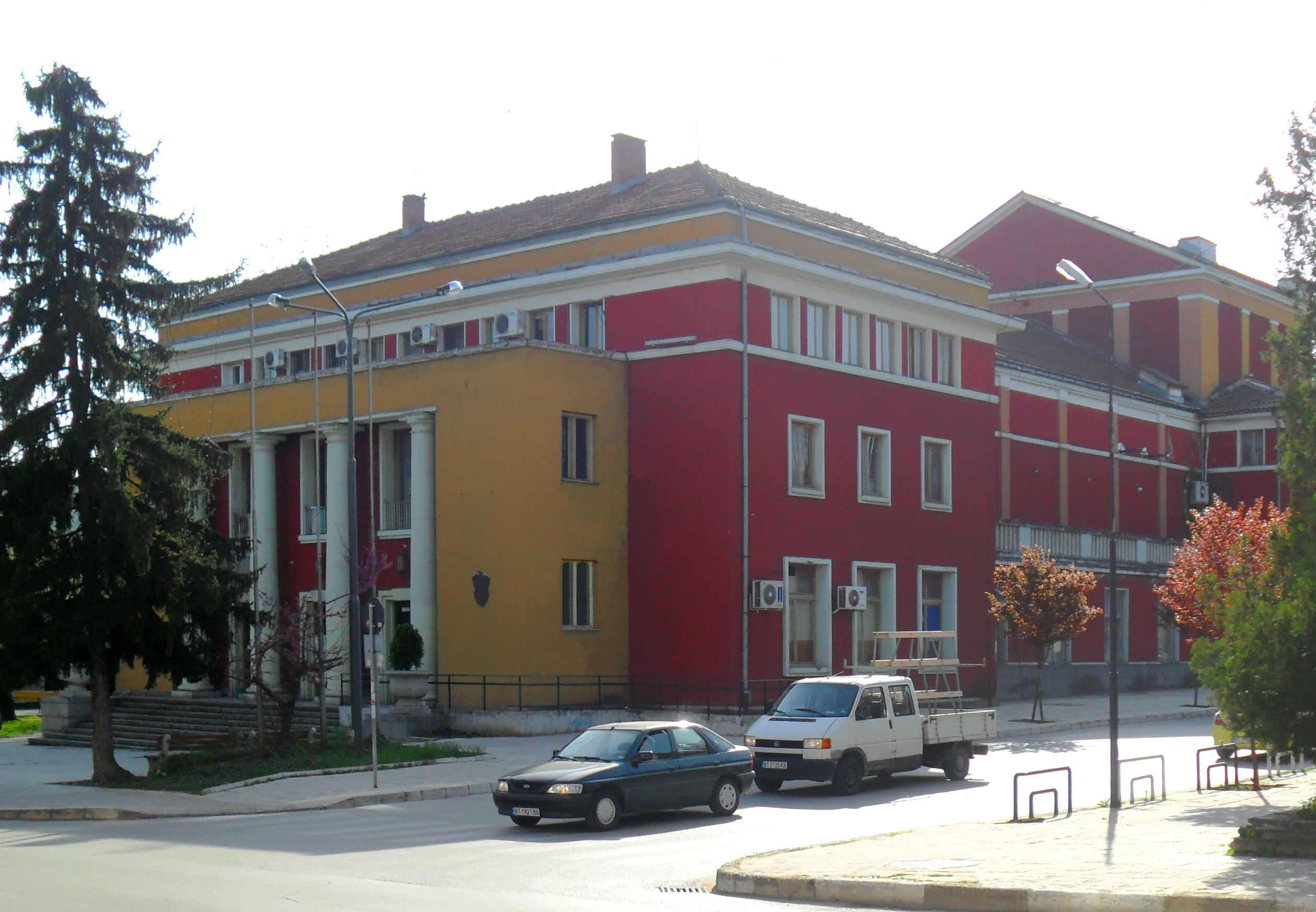

Am 29. Mai begeht die Stadt ihren jährlichen Stadt-Feiertag.
Jährlich am 28. Mai findet das Internationale Turnier im Armdrücken „Goldener Löwe“ statt.
Es gibt ein Sommertheater mit 200 Plätzen in Gorna Orjachowiza.

## Verkehr
Bereits seit der Befreiung von den Osmanen (1887) hat sich die Stadt zu einem wichtigen Transportzentrum, besonders des Eisenbahnverkehrs, entwickelt.
Gorna Orjachowiza wird von den beiden Fernstraßen Nr. 4 (Sofia–Warna) und Nr. 5 (Russe-Kardschali) tangiert (beide verlaufen durch Weliko Tarnowo). Über die Fernstraße Nr. 4 erfolgt die Verkehrsanbindung in West-Ost-Richtung und über die Fernstraße Nr. 5, die gleichzeitig die E-85 ist, in Nord-Süd-Richtung.
Über Gorna Orjachowiza verlaufen die Haupteisenbahntrassen Nr. 2 (Sofia–Warna) und Nr. 4 (Russe–Podkowa). Folgende internationale Bahnverbindungen fahren über den Eisenbahnknotenpunkt Gorna Orjachowiza:
- Istanbul–Bukarest,
- Thessaloniki–Budapest,
- Sofia–Bukarest–Kiew–Moskau.

Der Flughafen Gorna Orjachowiza liegt 4 km nördlich von Gorna Orjachowiza.

## Sehenswürdigkeiten
- der Hügel Kamaka,
- die Berghütte Boschur,
- die Gegend Arbanaschko Badro (am südwestlichen Stadtrand),
- die Gegend Tschukowez (in der Nähe der alten Kirche Swete Troiza)
- die Kirche Heiliger Nikola, erbaut von Kolju Fitscheto

1980 bis 1990 wurden im Stadtviertel Prolet (auf Deutsch: Frühling) Wohnblöcke in Plattenbauweise für 20.000 Einwohner gebaut. Hier wohnen die meisten Bewohner von Gorna Orjachowiza.
5 km südwestlich der Stadt liegt das Naturschutzgebiet "Boschur Poljana" (zu deutsch: Pfingstrosen-Wiese). Die Pfingstrose ist in Bulgarien selten und wurde zu einem der Symbol der Stadt Gorna Orjachowiza.
Ebenfalls 5 km südwestlich liegt der parkähnliche Wald Kamaka. Hier sind seltene Vogelarten anzutreffen, unter anderem der Steinadler, dessen Bildnis auch einen mittelalterlichen Siegelring ziert, der von der Festung Rachowez stammt. In den letzten Jahren (Stand 2008) brüten hier auch einige Schwarzstorch-Paare.

## Städtepartnerschaften
Gorna Orjachowiza unterhält mit folgenden Städten Städtepartnerschaften:
- Szigetszentmiklós, Ungarn
- Myrhorod, Ukraine
- Smoljawitschi (Смолявичи), Belarus
- Tscherepowez, Russland
- Waren (Müritz), Deutschland
- Büyükçekmece (ein Bezirk der Provinz Istanbul) (Буюкчекмедже), Türkei
- Roșiorii de Vede, Rumänien
- Statte (bei Tarent, in Apulien), Italien

## Söhne und Töchter der Stadt
- Waleri Boschinow (* 1986), Fußballspieler
- Dincă Brătianu (1788–1844), walachischer Bojar
- Atanas Burow (1875–1954), Bankier und Politiker
- Petko Momtschilow (1864–1923), bulgarisch-österreichischer Architekt
- Swetla Slatewa (* 1952), Mittelstreckenläuferin und Sprinterin
- Stefan Zankow (1881–1965), bulgarisch-orthodoxer Theologe, Erzpriester und Friedensaktivist